# 屈庄站
屈庄站是一个位于中华人民共和国北京市大兴区瀛海镇瑞合路，属于北京地铁亦庄有轨电车T1线的有轨电车站，临近北京奔驰前驱车车身工厂。

## 结构
| 地面 | 侧式站台，右側開门           | 侧式站台，右側開门 |
| 地面 | █ 亦庄T1线终点站 下客站台    |                    |
| 地面 | █ 亦庄T1线往定海园（融兴街） |                    |
| 地面 | 侧式站台，右側開門           |                    |